# Team UK Youth
Team UK Youth is een wielerploeg die een Britse licentie heeft. De ploeg bestaat sinds 2012. Team UK Youth komt uit in de continentale circuits van de UCI. David Povall is de manager van de ploeg.

## Seizoen 2014

### Transfers
| Inkomend | Team 2013 | Uitgaand           | Team 2014              |
| -------- | --------- | ------------------ | ---------------------- |
|          |           | Chris Opie         | Rapha Condor           |
|          |           | Niklas Gustavsson  | FireFighters Upsala CK |
|          |           | Tobyn Horton       | Madison-Genesis        |
|          |           | Joshua Hunt        | NFTO Pro Cycling       |
|          |           | James Lowsley      | NFTO Pro Cycling       |
|          |           | Yanto Barker       | Team Raleigh           |
|          |           | Ian Wilkinson      | Team Raleigh           |
|          |           | Robert Partridge   | Node 4-Giordana Racing |
|          |           | Marcin Białobłocki | Node 4-Giordana Racing |

## Seizoen 2013

### Overwinningen in de UCI Europe Tour
| Datum     | Wedstrijd                  | Cat. | Winnaar            |
| --------- | -------------------------- | ---- | ------------------ |
| 21 april  | Rutland-Melton Classic     | 1.2  | Ian Wilkinson      |
| 19-26 mei | Eindklassement An Post Rás | 2.2  | Marcin Białobłocki |

### Renners
| Naam               | Geboortedatum     | Nationaliteit       | Ploeg 2012             |
| ------------------ | ----------------- | ------------------- | ---------------------- |
| Yanto Barker       | 6 januari 1980    | Verenigd Koninkrijk |                        |
| Marcin Białobłocki | 2 september 1983  | Polen               | Node 4-Giordana Racing |
| Niklas Gustavsson  | 28 januari 1989   | Zweden              |                        |
| Tobyn Horton       | 7 oktober 1986    | Verenigd Koninkrijk | Team Raleigh-GAC       |
| Joshua Hunt        | 3 april 1991      | Verenigd Koninkrijk | Neo                    |
| James Lowsley      | 12 januari 1992   | Verenigd Koninkrijk |                        |
| Greg Mansell       | 8 november 1987   | Verenigd Koninkrijk |                        |
| Jonathan Mould     | 4 april 1991      | Verenigd Koninkrijk | An Post-Sean Kelly     |
| Chris Opie         | 22 juli 1987      | Verenigd Koninkrijk |                        |
| Robert Partridge   | 11 september 1985 | Verenigd Koninkrijk | Endura Racing          |
| Richard Tanguy     | 18 december 1986  | Verenigd Koninkrijk |                        |
| Ian Wilkinson      | 14 april 1979     | Verenigd Koninkrijk | Endura Racing          |